# Hotter Than My Daughter
Hotter Than My Daughter is een Nederlands televisieprogramma dat van 2011 tot 2017 uitgezonden werd door RTL 4, vanaf 2019 tot en met 2021 was het te zien op RTL 5. Het programma was gebaseerd op het gelijknamige programma van de BBC dat gepresenteerd werd door Elizabeth McClarnon.
De presentatie van het programma was van seizoen 1 tot en met 7 in handen van Gordon en wist meerdere malen het best bekeken programma van de avond te worden. In 2017 maakte Gordon bekend dat het programma ging stoppen, echter een jaar later keerde het programma terug ditmaal gepresenteerd door Patty Brard. Doordat Brard de overstap maakte naar Talpa Network keerde ze niet terug voor een volgend seizoen, ze werd in 2020 opgevolgd door Bridget Maasland.

## Format
In het programma bezocht de presentator/presentatrice elke aflevering twee moeders die zich op hun leeftijd over de top kleden, te sexy of te kinderachtige kleren aan hebben.
De dochters (soms vriendinnen, schoondochters, zussen of zoons) schamen zich voor het uiterlijk van hun moeder maar worden zelf ook vaak aangesproken op hun saaie kledingstijl. Vervolgens gaat de presentator met een grote foto van zowel moeder als de dochter de stad in om de mening over de kledingstijl te vragen aan voorbijgangers. Deze krijgen de moeder en dochter te zien. Vervolgens krijgen beide een metamorfose en gaan de twee over de catwalk: op deze catwalk staat een muur die loopt tot het einde, hierdoor zien de twee elkaar pas voor het eerst aan het einde van de catwalk. Hier staan tevens familie en vrienden op hen te wachten.

## Seizoensoverzicht
| Seizoen | Afl. aantal | Start             | Start       | Einde           | Einde       | Presentatie      | Zender |
| Seizoen | Afl. aantal | Datum             | Kijkcijfers | Datum           | Kijkcijfers | Presentatie      | Zender |
| ------- | ----------- | ----------------- | ----------- | --------------- | ----------- | ---------------- | ------ |
| 1       | 8           | 26 augustus 2011  | 1.363.000   | 14 oktober 2011 | 2.061.000   | Gordon           | RTL 4  |
| 2       | 7           | 26 april 2012     | 1.354.000   | 7 juni 2012     | 1.496.000   | Gordon           | RTL 4  |
| 3       | 8           | 20 maart 2013     | 1.479.000   | 8 mei 2013      | 1.220.000   | Gordon           | RTL 4  |
| 4       | 6           | 30 oktober 2013   | 1.854.000   | 4 december 2013 | 1.448.000   | Gordon           | RTL 4  |
| 5       | 6           | 7 mei 2014        | 1.255.000   | 11 juni 2014    | 1.141.000   | Gordon           | RTL 4  |
| 6       | 5           | 30 mei 2016       | 837.000     | 27 juni 2016    | 763.000     | Gordon           | RTL 4  |
| 7       | 7           | 18 mei 2017       | 859.000     | 29 juni 2017    | 769.000     | Gordon           | RTL 4  |
| 8       | 8           | 27 februari 2019  | 371.000     | 17 april 2019   | 386.000     | Patty Brard      | RTL 5  |
| 9       | 8           | 14 oktober 2020   | 158.000     | 2 december 2020 | 277.000     | Bridget Maasland | RTL 5  |
| 10      | 8           | 10 september 2021 | 281.000     | 29 oktober 2021 | 163.000     | Bridget Maasland | RTL 5  |

## Trivia
- Gordon, die het programma de eerste 7 seizoenen presenteerde, maakte voor het programma het nummer So this is me wat diende als de titelsong voor de eerste zeven seizoenen.
- In de zevende aflevering van seizoen 3 werd een uitzondering gemaakt: in deze aflevering deed een zoon mee in plaats van een dochter. Sindsdien komt het vaker voor dat een zoon zijn moeder opgeeft.
- In de laatste aflevering van seizoen 8, uit 2019, had een zoon zijn moeder én zijn oma opgegeven voor het programma. Dit was de eerste keer dat een deelnemer twee personen opgaf, daarnaast was het ook de eerste keer dat een oma de metamorfose onderging.[5]
- Seizoen 9 begon oorspronkelijk in maart 2020, na drie afleveringen verdween het programma onaangekondigd. In oktober 2020 werd het negende seizoen als nieuw aangekondigd en begon die geheel opnieuw. Ook de drie eerder uitgezonden afleveringen werden door dit seizoen gemengd.[6]
- In seizoen 9, uit 2020, had een moeder haar dochter opgegeven voor het programma in plaats van andersom.